# Влізьки
Влі́зьки —  село в Україні, у Лебединській міській громаді Сумського району Сумської області. Населення становить 85 осіб. До 2020 орган місцевого самоврядування — Московськобобрицька сільська рада.

## Географія
Село Влізьки знаходиться між річками Псел і Ташань (6-10 км). На відстані 1,5 км розташовані села Круте (зняте з обліку в 2007 році) і Березів Яр. По селу протікає пересихаючий струмок з загатою.

## Історія
12 червня 2020 року, відповідно до Розпорядження Кабінету Міністрів України № 723-р «Про визначення адміністративних центрів та затвердження територій територіальних громад Сумської області», увійшло до складу Лебединської міської територіальної громади.
19 липня 2020 року, після ліквідації Лебединського району, село увійшло до Сумського району.